# Cena Romy Schneider
Cena Romy Schneider (francouzsky Prix Romy-Schneider) je francouzská filmová cena, udělována od roku 1984 každoročně francouzské nebo frankofonní herečce. Je pojmenována na počest francouzsko-německé herečky Romy Schneider.
Jejím mužským ekvivalentem je Cena Patricka Dewaere, která v roce 2007 nahradila Cenu Jeana Gabina.

## Seznam oceněných
- 1984: Christine Boisson
- 1985: Élizabeth Bourgine
- 1986: Juliette Binocheová
- 1987: Catherine Mouchet
- 1988: Fanny Bastien
- 1989: Mathilda May
- 1990: Vanessa Paradis
- 1991: Anne Brochet
- 1992: Anouk Grinberg
- 1993: Elsa Zylberstein
- 1994: Sandra Speichert
- 1995: Sandrine Kiberlainová
- 1996: Marie Gillain
- 1997: Julie Gayet
- 1998: Isabelle Carré
- 1999: Mathilde Seigner
- 2000: Clotilde Courau
- 2001: Hélène de Fougerolles
- 2002: Emma de Caunes
- 2003: Ludivine Sagnier
- 2004: Laura Smet
- 2005: Cécile de France
- 2006: Mélanie Laurentová
- 2007: cena nebyla udělena
- 2008: Audrey Dana
- 2009: Déborah François
- 2010: Marie-Josée Croze
- 2011: Anaïs Demoustierová
- 2012: Bérénice Bejo
- 2013: Céline Salletteová
- 2014: Adèle Exarchopoulos
- 2015: Adèle Haenel
- 2016: Lou de Laâge
- 2017: cena nebyla udělena
- 2018: Adeline d'Hermy
- 2019: Diane Rouxel